# Dichterliebe

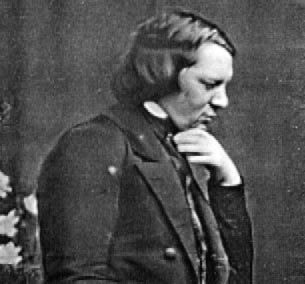
Daquerreotype Schumann

Dichterliebe is een liederencyclus van de 19e-eeuwse componist Robert Schumann. De cyclus stamt uit mei 1840 en is in slechts enkele dagen tot stand gekomen. De tekst van de zestien liederen is afkomstig uit het Lyrisches Intermezzo van Heinrich Heine, die de gedichten schreef in 1822-23 en publiceerde als deel van Das Buch der Lieder uit 1827. In februari van hetzelfde jaar schreef Schumann al een Liederkreis op negen gedichten van Heine.
In alle cycli die Schumann componeerde, liet hij zich inspireren door de natuur, de eenzaamheid en vooral door zijn liefde voor zijn vrouw Clara. Schumann koos uit het vijfenzestig gedichten tellende Lyrisches Intermezzo twintig verzen. De componist zette de volgorde van de gedichten van Heine naar eigen hand en bracht ook herhalingen en wijzigingen aan in de tekst ter wille van de cadans. De titel van de cyclus “Twintig liederen uit het Lyrisches Intermezzo in het Liederenboek voor Een zanger en Piano” werd tussen 1840-43 door ten minste drie uitgevers geweigerd. Uiteindelijk was uitgever C.F. Peters uit Leipzig in november 1843 bereid tot publicatie. Hij verwijderde vier liederen en de cyclus kreeg uiteindelijk de titel Dichterliebe waaronder deze cyclus sindsdien bekend staat.

## Thematiek
De held is een ongelukkige en wat naïeve minnaar. Hij is de speelbal van tegenstrijdige gevoelens, naast bitterheid en het verlangen zich terug te trekken uit de wereld is er eveneens sprake van verlossing en vergevingsgezindheid. Lyrisches Intermezzo kenmerkt zich thematisch door zowel uitbundige liefdesgevoelens als door teleurgestelde hoop en verwachtingen. De toon is volks eenvoudig en de woordenschat bewust beperkt. Tevens is er sprake van distantiëring door het ironisch gebruik van typische beelden uit de romantische liefdespoëzie. Ook speelt een sociaal contrast tussen enerzijds de droomwereld van de lyrische dichter, die zijn gevoelens in de natuur projecteert en anderzijds de wereld van de “Philister” of de benardheid van de burgerlijke samenleving waarin de geliefde verkeert en die daarmee voor de ik-figuur onbereikbaar en onbegrepen wordt. De manier waarop Schumann deze thematiek in zijn liederen vertolkt, schijnt wel voorbij te gaan aan het stijlmiddel van de ironie waarvan Heine zich royaal bedient en waarmee deze de zielenpijn maskeert. Schumanns liederen lijken meer een uitbreiding te zijn van zijn eerdere pianostukken dan composities voor een stem. De piano neemt het meest van de melodie voor zijn rekening en de uitgebreide preluden en postluden, die niet allen de autonomie van de muziek lijken te moeten beklemtonen, leveren zowel commentaar als uitdaging ten opzichte van de zangstem.

## Schumann en Heine

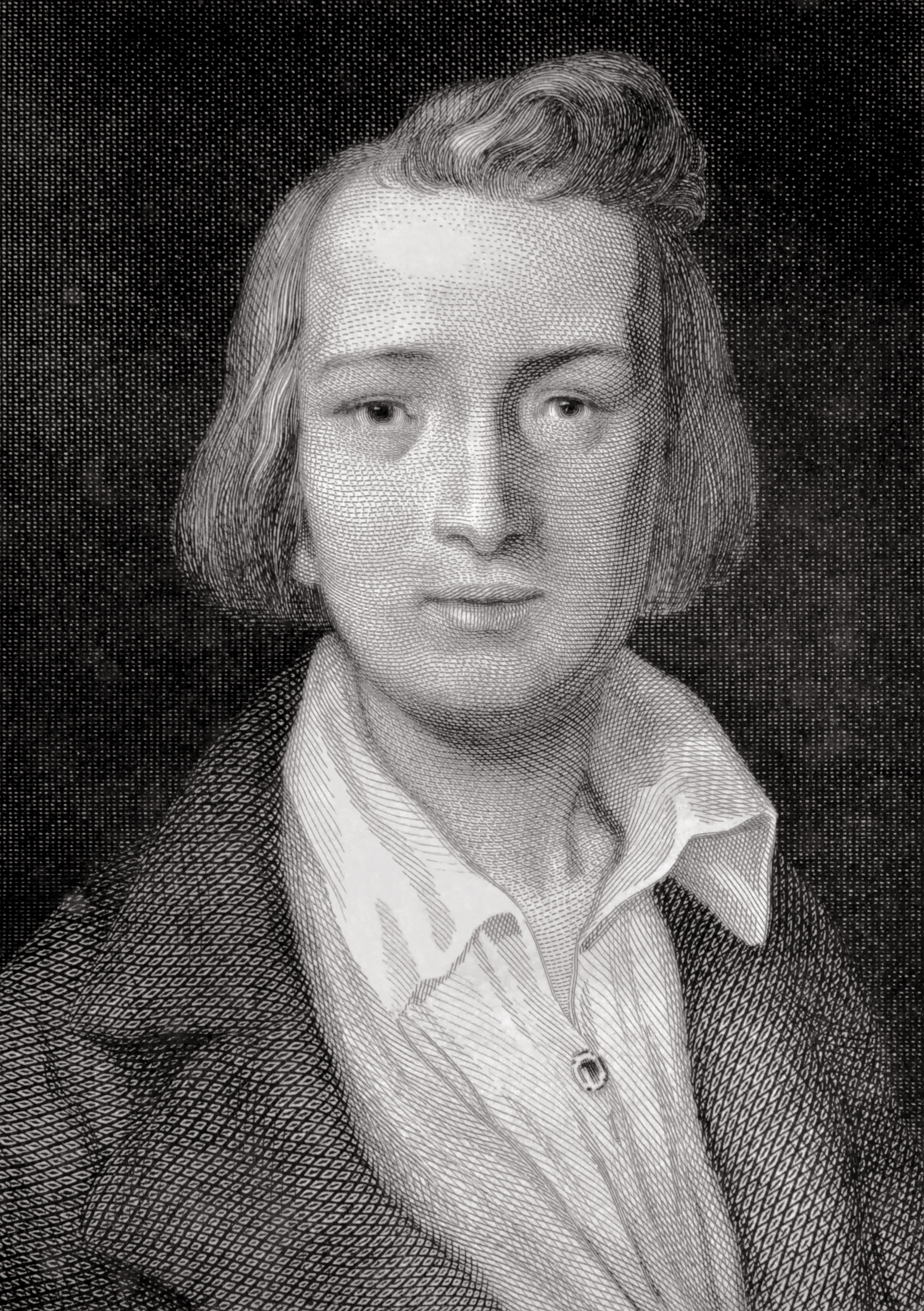
Heinrich Heine 1837

Schumann was een groot bewonderaar van Heine. Ze hebben elkaar eenmaal ontmoet in het voorjaar van 1827. De achttienjarige componist vreesde een “mürrischen menschenfeindlichen Mann” te ontmoeten, maar ontmoette “einem freundlichen, menslichen griechischen Anakreon, nur um seinen Mund lag ein bittres ironisches Lächelen über die Kleinigheiten des Lebens und ein Hohn über die kleinlichen Menschen”. Meteen na de publicatie van zijn Dichterliebe stuurde hij Heine de uitgave. Maar deze zou de liederenbundel nooit ontvangen hebben.

## Tekst
| Dichterliebe | Dichtersliefde |
| --- | --- |
| Lied 1 (Op. 48 No. 1) Im wunderschönen monat mai, Als alle knospen sprangen, Da ist in meinem herzen Die liebe aufgegangen. Im wunderschönen Monat Mai, als alle Vögel sangen, da hab' ich ihr gestanden mein Sehnen und Verlangen. Lied 2 (Op. 48, No. 2) Aus meinen Tränen sprießen viel blühende Blumen hervor, und meine Seufzer werden ein Nachtigallenchor, und wenn du mich lieb hast, Kindchen, schenk' ich dir die Blumen all', und vor deinem Fenster soll klingen das Lied der Nachtigall. Lied 3 (Op. 48, No. 3) Die Rose, die Lilie, die Taube, die Sonne, die liebt' ich einst alle in Liebeswonne. Ich lieb' sie nicht mehr, ich liebe alleine die Kleine, die Feine, die Reine, die Eine; sie selber, aller Liebe Bronne, ist Rose und Lilie und Taube und Sonne. Lied 4 (Op. 48, No. 4) Wenn ich in deine Augen seh', so schwindet all' mein Leid und Weh! Doch wenn ich küsse deinen Mund, so werd' ich ganz und gar gesund. Wenn ich mich lehn' an deine Brust, kommt's über mich wie Himmelslust, doch wenn du sprichst: Ich liebe dich! so muß ich weinen bitterlich. Lied 5 (Op. 127, No. 2) Dein Angesicht so lieb und schön, das hab' ich jüngst im Traum geseh'n; es ist so mild und engelgleich, und doch so bleich, so schmerzenreich. Und nur die Lippen, die sind rot; bald aber küßt sie bleich der Tod. Erlöschen wird das Himmelslicht, das aus den frommen Augen bricht. Lied 6 (Op. 142, No. 2) Lehn deine Wang' an meine Wang', dann fließen die Tränen zusammen; und an mein Herz drück' fest dein Herz, dann schlagen zusammen die Flammen! Und wenn in die große Flamme fließt der Strom von unsern Tränen, und wenn dich mein Arm gewaltig umschließt - sterb' ich vor Liebessehnen! Lied 7 (Op. 48, No. 5) Ich will meine Seele tauchen in den Kelch der Lilie hinein; die Lilie soll klingend hauchen ein Lied von der Liebsten mein. Das Lied soll schauern und beben, wie der Kuß von ihrem Mund', den sie mir einst gegeben in wunderbar süßer Stund'! Lied 8 (Op. 48, No. 6) Im Rhein, im heiligen Strome, da spiegelt sich in den Well'n mit seinem großen Dome das große, heilige Köln. Im Dom da steht ein Bildniß auf goldenem Leder gemalt. In meines Lebens Wildniß hat's freundlich hineingestrahlt. Es schweben Blumen und Eng'lein um unsre liebe Frau; die Augen, die Lippen, die Wänglein, die gleichen der Liebsten genau. Lied 9 (Op. 48, No. 7) Ich grolle nicht, und wenn das Herz auch bricht, ewig verlor'nes Lieb! Ich grolle nicht. Wie du auch strahlst in Diamantenpracht, es fällt kein Strahl in deines Herzens Nacht. Das weiß ich längst. Ich sah dich ja im Traume, und sah die Nacht in deines Herzens Raume, und sah die Schlang', die dir am Herzen frißt, ich sah, mein Lieb, wie sehr du elend bist. Lied 10 (Op. 48, No. 8) Und wüßten's die Blumen, die kleinen, wie tief verwundet mein Herz, sie würden mit mir weinen zu heilen meinen Schmerz. Und wüßten's die Nachtigallen, wie ich so traurig und krank, sie ließen fröhlich erschallen erquickenden Gesang. Und wüßten sie mein Wehe, die goldenen Sternelein, sie kämen aus ihrer Höhe, und sprächen Trost mir ein. Die alle können's nicht wissen, nur Eine kennt meinen Schmerz; sie hat ja selbst zerrissen, zerrissen mir das Herz. Lied 11 (Op. 48, No. 9) Das ist ein Flöten und Geigen, Trompeten schmettern darein. Da tanzt wohl den Hochzeitreigen die Herzallerliebste mein. Das ist ein Klingen und Dröhnen, ein Pauken und ein Schalmei'n; dazwischen schluchzen und stöhnen die lieblichen Engelein. Lied 12 (Op. 48, No. 10) Hör' ich das Liedchen klingen, das einst die Liebste sang, so will mir die Brust zerspringen von wildem Schmerzendrang. Es treibt mich ein dunkles Sehnen hinauf zur Waldeshöh', dort lös't sich auf in Tränen mein übergroßes Weh'. Lied 13 (Op. 48, No. 11) Ein Jüngling liebt ein Mädchen, die hat einen Andern erwählt; der Andre liebt' eine Andre, und hat sich mit dieser vermählt. Das Mädchen nimmt aus Ärger den ersten besten Mann der ihr in den Weg gelaufen; der Jüngling ist übel dran. Es ist eine alte Geschichte doch bleibt sie immer neu; und wem sie just passieret, dem bricht das Herz entzwei. Lied 14 (Op. 48, No. 12) Am leuchtenden Sommermorgen geh' ich im Garten herum. Es flüstern und sprechen die Blumen, ich aber wandle stumm. Es flüstern und sprechen die Blumen, und schau'n mitleidig mich an: Sei uns'rer Schwester nicht böse, du trauriger, blasser Mann. Lied 15 (Op. 127, No. 3) Es leuchtet meine Liebe, in ihrer dunkeln Pracht, wie'n Märchen traurig und trübe, erzählt in der Sommernacht. Im Zaubergarten wallen zwei Buhlen, stumm und allein; es singen die Nachtigallen, es flimmert der Mondenschein. Die Jungfrau steht still wie ein Bildnis, der Ritter vor ihr kniet. Da kommt der Riese der Wildnis, die bange Jungfrau flieht. Der Ritter sinkt blutend zur Erde, es stolpert der Riese nach Haus. Wenn ich begraben werde, dann ist das Märchen aus. Lied 16 (Op. 142, No. 4) Mein Wagen rollet langsam durch lustiges Waldesgrün, durch blumige Täler, die zaubrisch im Sonnenglanze blüh'n. Ich sitze und sinne und träume, und denk' an die Liebste mein; Da grüßen drei Schattengestalten kopfnickend zum Wagen herein. Sie hüpfen und schneiden Gesichter, so spöttisch und doch so scheu, und quirlen wie Nebel zusammen, und kichern und huschen vorbei. Lied 17 (Op. 48, No. 13) Ich hab' im Traum geweinet, mir träumte du lägest im Grab. Ich wachte auf, und die Träne floß noch von der Wange herab. Ich hab' im Traum geweinet, mir träumt' du verließest mich. Ich wachte auf, und ich weinte noch lange bitterlich. Ich hab' im Traum geweinet, mir träumte du wär'st mir noch gut. Ich wachte auf, und noch immer strömt meine Tränenflut. Lied 18 (Op. 48, No. 14) Allnächtlich im Traume seh' ich dich, und sehe dich freundlich grüßen, und lautaufweinend stürz' ich mich zu deinen süßen Füßen. Du siehest mich an wehmütiglich, und schüttelst das blonde Köpfchen; aus deinen Augen schleichen sich die Perlentränentröpfchen. Du sagst mir heimlich ein leises Wort, und gibst mir den Strauß von Zypressen. Ich wache auf, und der Strauß ist fort, und's Wort hab' ich vergessen. Lied 19 (Op. 48, No. 15) Aus alten Märchen winkt es hervor mit weißer Hand, da singt es und da klingt es von einem Zauberland'; wo bunte Blumen blühen im gold'nen Abendlicht, und lieblich duftend glühen mit bräutlichem Gesicht; Und grüne Bäume singen uralte Melodei'n, die Lüfte heimlich klingen, und Vögel schmettern drein; Und Nebelbilder steigen wohl aus der Erd' hervor, und tanzen luft'gen Reigen im wunderlichen Chor; Und blaue Funken brennen an jedem Blatt und Reis, und rote Lichter rennen im irren, wirren Kreis; Und laute Quellen brechen aus wildem Marmorstein, und seltsam in den Bächen strahlt fort der Widerschein. Ach! könnt' ich dorthin kommen, und dort mein Herz erfreu'n, und aller Qual entnommen, und frei und selig sein! Ach! jenes Land der Wonne, das seh' ich oft im Traum, doch kommt die Morgensonne, zerfließt's wie eitel Schaum. Lied 20 (Op. 48, No. 16) Die alten, bösen Lieder, die Träume bös' und arg, die laßt uns jetzt begraben, holt einen großen Sarg. Hinein leg' ich gar manches, doch sag' ich noch nicht was. Der Sarg muß sein noch größer wie's Heidelberger Faß. Und holt eine Totenbahre, von Bretter fest und dick; auch muß sie sein noch länger als wie zu Mainz die Brück'. Und holt mir auch zwölf Riesen, die müssen noch stärker sein als wie der starke Christoph im Dom zu Köln am Rhein. Die sollen den Sarg forttragen, und senken in's Meer hinab; denn solchem großen Sarge gebührt ein großes Grab. Wißt ihr warum der Sarg wohl so groß und schwer mag sein? Ich senkt' auch meine Liebe Und meinen Schmerz hinein. 1840 | Gedicht I In mei die wondermooie maand, Als alle knoppen openspringen, dan is ook mijn hart gestemd de liefde te bezingen. In mei die wondermooie maand, als alle vogels zingen, toen moest ik haar bekennen dat mijn hart stond op springen. Gedicht II Uit mijn tranen komen veel bloeiende bloemen voort, en mijn zuchten vormen een nachtegalenkoor, en als je van mij houdt, meisje, krijg jij die bloemen allemaal, en voor je raam zal klinken het lied van de nachtigaal. Gedicht III De roos, de lelie, de duif, de zon, in liefdesgeluk gaf ik daar alles om. Bemin ze niet meer, ik houd nog alleen van de kleine, de fijne, de reine, die ene; van haar zelf, van de liefde de bron, want zij is de roos en lelie en duif en zon. Gedicht IV Als ik in je ogen kijk, verdwijnt al mijn pijn gelijk! Maar als ik je kus op je mond, Voel ik mij helemaal gezond. Als ik rust aan je borst, verkeer ik als een hemelvorst, maar als je zegt: Ik hou van jou! dan moet ik huilen door je trouw. Gedicht V Jouw gezicht zo lief en mooi, heb ik onlangs in een droom gezien; het is zo zacht en engelachtig, en toch zo bleek en smartelijk. Alleen de lippen, die zijn rood; straks bleek door de kus van de dood. Doven zal de hemelse gloed, die ik in je vrome ogen ontmoet. Gedicht VI Vlei jouw wang tegen mijn wang, dan vloeien onze tranen samen; en druk jouw hart tegen mijn hart, dan slaan de vlammen samen! En als de stroom van onze tranen in de grote vlam vloeit, en als jij mijn arm stevig omvat sterf ik smachtend van liefde. Gedicht VII In de kelk van de lelie wil ik baden, ik wil dompelen mijn ziel daarin; de lelie moet klankrijk ademen een lied van mijn hartsvriendin. Het lied moet huiveren en beven, als de kus van haar mond, die zij mij eens heeft gegeven tijdens een zalig uur dat ons bond! Gedicht XI In de Rijn, in de heilige stroom, weerspiegelt zich in de golven met zijn grote Dom het grote, heilige Keulen. In de Dom bestaat een afbeelding op goudleer aangebracht. Vriendelijk heeft die beeldtenis Licht in mijn leven gebracht. Bloemen en engelen zweven rondom Onze Lieve Vrouw; Haar ogen, haar lippen, haar wangen, lijken precies, mijn liefste, op die van jou. Gedicht XVIII Ik koester geen wrok, ook al breekt mijn hart, eeuwig verloren geliefde! Ik voel slechts smart. Hoe je ook schittert in diamantenpracht, geen straal verlicht van je hart de nacht. Dat weet ik al lang. Ik zag je in een droom, en zag de nacht die in je hart houdt in toom, en zag de slang die aan je hart vreet, ik heb, mijn lief, van je ellende weet. Gedicht XXII En zouden bloemen het weten, hoe diep gewond is mijn hart, zij zouden met mij wenen om te lenigen mijn smart. En zouden nachtigalen weten, hoe treurig ik ben en ziek, zij zouden niet stil hebben gezeten, hebben gebracht verkwikkende muziek. En zouden sterretjes weten, kennis hebben van mijn pijn, zij zouden net als de kometen dicht bij mij willen zijn. Zij alle kunnen het niet weten, slechts één kent mijn smart; zij heeft die op haar geweten, mij gebroken het hart. Gedicht XX Er klinken fluiten en violen, trompetten schetteren er doorheen. Die muziek kan mij worden gestolen, Ga niet naar ‘t trouwfeest van mijn liefste heen. Te midden van het dreunen, en de tonen van schalmeien, hoor ik snikken en steunen en lieve engeltjes schreien. Gedicht XL Hoor ik het liedje klinken, dat eens de liefste zong, dan dreigt mijn borst te springen, mijn hart maakt een wilde sprong. Ik word door duistere machten voort gedreven naar berg en bos, daar komt mijn oeverloos verdriet in een vloed van tranen los. Gedicht XXXIX Een knaap houdt van een meisje dat van een ander houdt; die ander koos een ander, en is ermee getrouwd. Het meisje neemt uit boosheid de eerste de beste man die op haar weg is gekomem; de knaap werd er akelig van. Het is het oude liedje. Toch is het nooit passé; en wie het is overkomen, die breekt het hart in twee. Gedicht XLV Op een stralende zomermorgen loop ik door de tuin een rondje om. De bloemen fluisteren en spreken, maar ik loop verder stom. De bloemen fluisteren en spreken, en kijken mij medelijdend aan: wil onze zuster niet wreken, jij treurige, bleke man. Gedicht XLVI Mijn liefde licht op, in haar donkere pracht, als een treurig en droevig sprookje, verteld in de zomernacht. In de tovertuin verschijnen, twee geliefden, zwijgend en alleen; er zingen nachtigalen, en het licht van de maan glinstert. De maagd staat stil als een beeld, de ridder knielt voor haar neer. dan komt de reus uit de wildernis, de angstige maagd vlucht. De ridder zinkt bloedend ten aarde, de reus strompelt weer naar huis. Als ik begraven wordt, Dan is het sprookje uit. Gedicht LIV Mijn wagen rolt langzaam door het vrolijke groen van het woud, door dalen vol bloemen, die toverachtig bloeien in de zonneschijn. Ik zit, overdenk en droom, en denk aan mijn allerliefste; dan word ik gegroet door drie schaduwen die naar de wagen knikken. Zij huppelen en trekken gezichten, spottend maar toch schuw, en zwieren tot mist ineen, en giechelen gezwind voorbij. Gedicht LV Ik heb in mijn droom moeten huilen, In mijn droom lag je in je graf. . Toen ik wakker werd liepen de tranen nog van mijn wangen af. Ik heb in mijn droom moeten huilen, In mijn droom was ik je kwijt. Toen ik wakker werd bleef ik huilen met grote bitterheid. Ik heb in mijn droom moeten huilen, In mijn droom kwam alles weer goed. Toen ik wakker werd stroomden mijn tranen nog steeds in overvloed. Gedicht LVI Ik zie je de hele nacht in mijn droom, en zie je mij vriendelijk groeten, en hardop huilend stort ik mij aan je zalige voeten. Je ziet mij weemoedig aan, geheel mij toegenegen; uit je ogen druppelen tranen als parels geregen. Je spreekt zachtjes een lief woord, en geeft mij een bos cypressen aan, Ik werd wakker, de bos is voort, en het woord is mij ontgaan. Gedicht XLIII Uit oude sprookjes wenkt het Naar mij met witte hand, Daar zingt het en daar klinkt het, Daar lokt een toverland; Waar bonte bloemen bloeien In ‘t gouden avondlicht, En lieflijk geurend gloeien, Gelijk een bruidsgezicht; En groene bomen zingen Een oude melodie, De luchten heimelijk klinken, Met vogels in harmonie; En slierten mist ontspringen, Ontstijgen velden aldoor Zij dansen wervelend kringen In een betoverend koor; En blauwe lichtjes lonken Op elk blad, op elke twijg, En rode lichten vonken Belust op dwaze krijg; En luide bronnen breken Uit marmer ongehoord En vreemd in de beken Plant zich het beeld voort. Ach! Kon ik daar eens komen, En daar mijn hart verblijden, In ‘t land van mijn dromen, Gelukkig zijn, vrij van lijden! Ach! elk land van zaligheid, komt in mijn dromen voor, maar neemt het duister afscheid, ‘t lost op zonder enig spoor. Gedicht LXV De oude, boze liederen. de dromen lelijk vol list, Die gaan we nu begraven, zoek dus een grote kist. Er in leg ik vele zaken, al zeg ik nog niet wat; De kist moet zijn nog groter dan ’t Heidelberger vat. En laat een doodsbaar komen, van planken stevig en stug; ook moet die zijn nog langer als in Mainz de brug. En zoek ook twaalf reuzen, Die moeten nog sterker zijn Als in de Dom Sint Christoffel in Keulen aan de Rijn. Zij moeten de kist gaan dragen, En laten zinken in zee, Want zulk een grote kist behoeft ’n ruime grafstee. Weet je waarom de kist wel zo groot en zwaar moet zijn? Ik wil er ook in leggen mijn liefde en mijn pijn. Vertaling August Agasi 2018 |